# أرمونك، نيويورك
أرمونك (بالإنجليزية: Armonk)، هي بلدة أمريكية تابعة لولاية نيويورك، عدد سكانها حوالي 4,330 نسمة.